# Aleyce Simmonds
Aleyce Simmonds (Nuovo Galles del Sud, 6 dicembre 1986) è una cantautrice australiana.

## Biografia
Aleyce Simmonds ha pubblicato il suo album di debutto Pieces of Me nel 2011 e due anni più tardi è partita in tournée con Dianna Corcoran. Il suo terzo disco More Than Meets the Eye, uscito nel 2017 e promosso da esibizioni al Tamworth Festival, ha raggiunto la 25 posizione della classifica australiana ed è stato seguito nel 2020 da Here & Now, che si è fermato alla numero 64. Agli APRA Music Awards 2017 ha vinto un premio grazie al singolo Greatest Companion e nello stesso anno ha ricevuto la sua sesta candidatura ai CMAA Awards.

## Discografia

### Album in studio
- 2011 – Pieces of Me
- 2013 – Believe
- 2017 – More Than Meets the Eye
- 2020 – Here & Now

### Raccolte
- 2014 – Collector's Edition – Three Original Titles

### EP
- 2005 – Mighty, Mighty Love

### Singoli
- 2005 – Mighty, Mighty Love
- 2011 – When I Say Too Much
- 2011 – The Keeper
- 2011 – Even When I'm Sleeping
- 2011 – Healing Hands of Time
- 2011 – Bondwood Boat
- 2013 – Believe
- 2013 – My Life Drives Me to Drink (con Lachlan Bryan)
- 2013 – Joshua
- 2013 – Stronger
- 2014 – Tonight
- 2014 – It Finds Us Anyway
- 2014 – Truckstop Flowers
- 2015 – The Greatest Companion
- 2016 – Only a Moment
- 2016 – Defeated
- 2017 – Anchor
- 2017 – Only On My Terms